# Свети Архангели (Чука)
Вижте пояснителната страница за други значения на Свети Архангели.
„Свети Архангели“ (на гръцки: Ιερά Μονή Ταξιαρχών Τσούκας) е средновековен православен манастир в Егейска Македония, Гърция.

## Местоположение
Манастирът е разположен в областта Нестрамкол, на територията на западномакедонския дем Нестрам. Построен е на върха на скала в подножието на върха Ондрия (1101 m) на Гълъмбица, край изоставеното село Чука, на 1,5 km от Радигоже (Агия Ана) и на 21 km от град Костур.

## История
Според надпис манастирът е посветен на архидяконите Михаил и Гавриил и е построен през 1255 година.
| „ | ΔΑΠΑΝΗ ΑΝΔΡΟΝΙΚΟΥ ..(..)..ΕΠΙ ΒΑΣΙΛΕΙΑΣ ΘΕΟΣΤΕΠΤΩΝ ΜΕΓΑΛΩΝ ΒΑΣΙΛΕΩΝ ΑΝΔΡΟΝΙΚΟΥ ΚΑΙ ΕΙΡΗΝΗΣ ..(..)..ΤΩΝ ΠΑΛΑΙΟΛΟΓΩΝ. | “ |

В края на XIII век манастирът е изписан с помощта на императори от Палеологовата династия.
В 1684 година Чука заедно с манастира и Галища и църквата „Свети Георги“ са придадени на манастира „Света Богородица Мавриотица“. Манастирът е разрушен в 1943 година от италианските окупационни части. В Гражданската война през 1946 – 1949 година и село Чука е напуснато от жителите си и изоставено.
От манастира днес са запазени три сгради. След като се мине през някогашния внушителен вход, се слиза пред първата постройка - еднокорабен сграда с купол, която стои на ръба на скалата. Това вероятно е била трапезарията на монасите. От тази точка можете ясно да се види проломът на Стенската река и внушителния Радигожки водопад, който според местните много пъти през зимата замръзва. По тясната пътека надолу към реката е католиконът „Свети Архангели“, построен в 1900 година, също без стенописи. Друг път води по-нагоре, до върха на скалата на височина 150 метра от притока на Бистрица, където се намира базиликата „Животворящ източник“. Вътре в църквата, в светилището, са запазени някои стенописи.
В 1962 година манастирът е обявен за паметник на културата.